# Simulium unicornutum
Simulium unicornutum är en tvåvingeart som beskrevs av Pomeroy 1920. Simulium unicornutum ingår i släktet Simulium och familjen knott. Inga underarter finns listade i Catalogue of Life.